# Zeche Diergardt
Die Zeche Diergardt war ein Steinkohlen-Bergwerk in Rheinhausen, heute Duisburg-Rheinhausen.

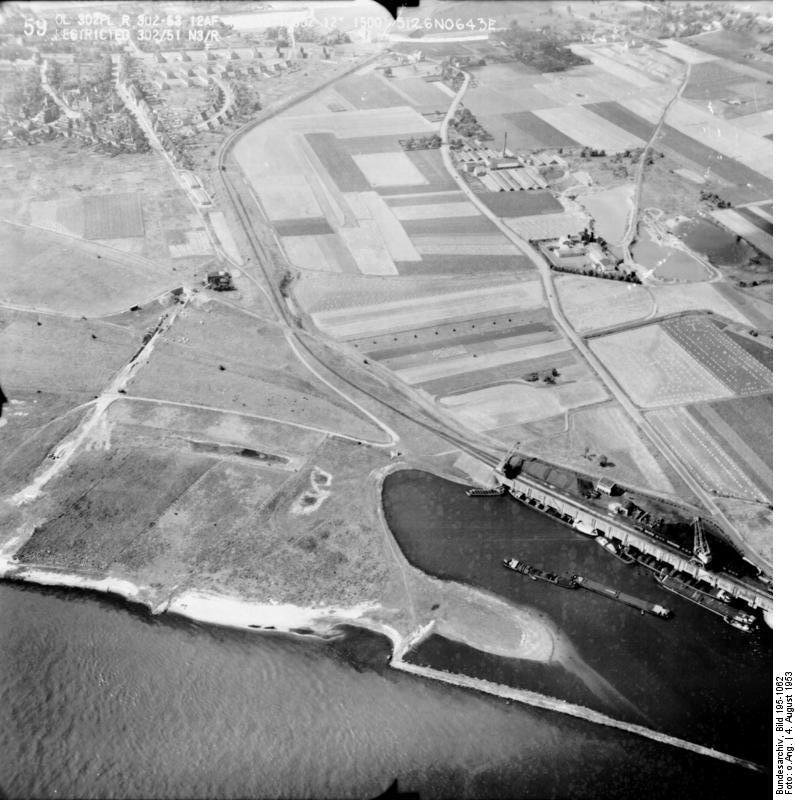
Luftbild der Zeche Diergardt mit Hafenbecken, 1953

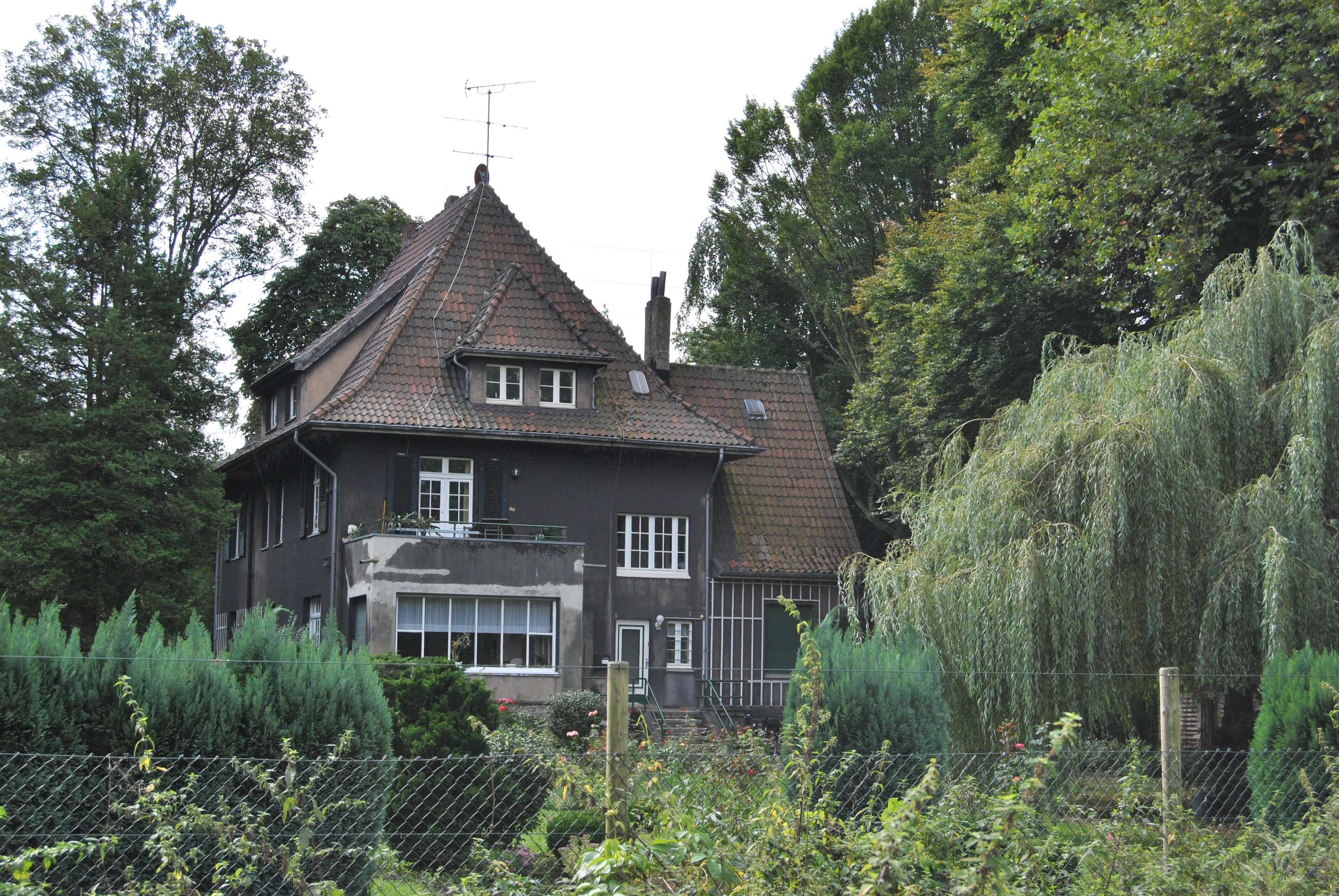
Beamtenhaus der Zeche Diergardt

## Geschichte
Nach fündig gewordenen Probebohrungen am 8. August 1855 wurde am 16. Januar 1857 seitens des preußischen Handelsministeriums das Grubenfeld Diergardt in der Bauerschaft Rheinhausen mit der Feldesgröße von 31.979.898 m² verliehen. Am 23. Juni 1874 wurde das verliehene Feld durch reale Teilung in drei selbständige Einzelfelder aufgeteilt. Es waren dies Diergardt in Rheinhausen-Asterlagen (10.695.979 m²), Wilhelmine Mevissen in Bergheim-Oestrum (10.695.983 m²) und Fritz in Rumeln (10.695.936 m²).
Aufgrund der damaligen technischen Entwicklung und der bekannten Schwierigkeiten des Schachtteufens am linken Niederrhein (siehe Zeche Rheinpreußen) wurde einstweilen von dem Verritzen der Felder abgesehen.
Am 24. September 1909 erfolgte die Gründung der Gewerkschaft Diergardt im Eigentum von Friedrich Diergardt. Diese begann am 19. Mai 1910 an der Asterlager Straße mit dem Abteufen des Schachtes 1 (Carl Theodor). Ferner wurde zeitgleich 2 km nördlich an der Essenberger Straße ein Wetterschacht geteuft (später Schacht 2 genannt). Hierzu wurde das schon auf der Zeche Rheinpreussen angewendete Senkschachtverfahren gewählt. Die Teufarbeiten gingen trotz starker Wasserzuflüsse gut vonstatten.
Am 2. März 1911 stießen die Bohrungen bei 88,3 m Teufe auf das erste Steinkohlenflöz. Im Juni 1914 war die Endteufe erreicht und man begann mit dem Ansetzen der Füllörter. 1912 wurde auf der rechten Rheinseite in Duisburg-Kaßlerfeld Die Gewerkschaft Diergardt II verliehen, die sofort mit dem Abteufen des Schachtes Java begann. Dieser ging 1915 in Betrieb und wurde künftig als Schacht Diergardt 3 (Franz Ott) benannt.
Im März 1914 wurde Diergardt 1 mit Diergardt 3 in einer Tiefe von 115 Metern unterhalb des Rheins durchschlägig. Diese untertägige Verbindung wurde nach dem Ersten Weltkrieg, zu Zeiten der Besetzung des Ruhrgebietes durch französische Truppen als inoffizieller Weg zur Rheinüberquerung genutzt. 1924 erfolgte der Bau einer Brikettfabrik und erster Kohleabbau unter dem Rhein mit strengen Sicherheitsauflagen.
1927 erfolgte der Zusammenschluss der Gewerkschaft Diergardt mit der benachbarten Gewerkschaft der Zeche Wilhelmine Mevissen zur Diergardt-Mevissen Bergbau-AG mit Sitz in Rheinhausen-Hochemmerich. Die beiden Schachtanlagen wurden als selbständige Grubenbetriebe fortgeführt.
Die seit 1913 bestehende Verladestelle in Essenberg bei Stromkilometer 778,1 diente seit 1928 als Rheinhafen Mevissen-Diergardt der Verschiffung der geförderten Steinkohle und war mit dem Zechengelände durch Werksbahngleise verbunden. Er befand sich an der Grenze zur Stadt Homberg unweit der späteren Autobahnbrücke über den Rhein und wurde durch die Mathias Stinnes AG betrieben. Im gleichen Jahr wurde ein Kohlekraftwerk auf dem Zechengelände in Betrieb genommen. Am 9. Dezember 1928 forderte der Brand eines Blindschachtes 10 Tote.
Die höchste Jahresförderung wurde im Jahr 1938 mit einer Fördermenge von 1.619.156 t erreicht.
Gegen Ende des Zweiten Weltkrieges wurde die untertägige Verbindung zwischen Schacht 1 und 3 erneut als Verkehrsverbindung zwischen den beiden Rheinseiten genutzt, da die Rheinbrücken zu der Zeit sämtlich zerstört oder von der Wehrmacht unbrauchbar gemacht worden waren. Ein Sprengversuch für diesen Durchschlag im Jahre 1945 misslang. Kurz vor der Einnahme Rheinhausens durch die alliierten Truppen am 4. März 1945 wurden jedoch die Schachteinbauten des Schachts Franz Ott durch Zündung einer Fliegerbombe im Schacht durch deutsche Verbände zerstört.
Nach dem Ende des Zweiten Weltkriegs wurden die Beschädigungen in kurzer Zeit wieder behoben und die Förderung konnte in geringerem Umfang wieder aufgenommen werden. Am 14. Mai 1951 wurde der Schacht 1 durch einen Brand beschädigt und fiel für mehrere Monate für die Förderung aus. Schacht 3 übernahm für diese Zeit die Förderung. Ein Todesopfer war zu beklagen.
1952 war das Jahr mit der größten Belegschaftsstärke: 5.810. 1952 wurde die Bergwerksgesellschaft Diergardt-Mevissen in eine Aktiengesellschaft umgewandelt und nannte sich fortan Diergardt-Mevissen Bergbau AG. Der Hauptaktionär war die Mathias Stinnes AG, die 1956 ihre Bergbausparte in der Steinkohlenbergwerke Mathias Stinnes AG vereinigte. In dieser Aktiengesellschaft werden die Rheinhausener Schachtanlagen zur Zechengruppe Diergardt-Mevissen. 1957 wurde untertägig der Durchschlag mit Wilhelmine Mevissen hergestellt, da langfristig die Zusammenfassung beider Schachtanlagen geplant war.

## Stilllegung
Eine nachträgliche Bewertung der Lagerstätten führte bei der Diergardt-Mevissen AG zu dem Entschluss, das Baufeld Diergardt schrittweise aufzugeben. 1963 wurde Schacht 3 stillgelegt und verfüllt. Zum 31. Oktober 1967 erfolgte die Gesamtstilllegung von Diergardt 1 und 2 unter Abtretung der Restvorräte im Grubenfeld an die Zeche Wilhelmine Mevissen. Die Zeche Diergardt hatte gemeinsam mit Franz Ott in der Zeit von 1910 bis 1967 insgesamt 30,6 Mio. Tonnen Kohle gefördert.

## Heutige Nutzung
Heute sind einige Gebäude der Schachtanlage Diergardt 1 noch zu erkennen. Den größten Teil des Geländes nehmen ab 1969 errichtete Einkaufszentren ein, in Verwaltungs- und Aufbereitungsgebäuden finden sich Kleinbetriebe. Das Schachtgerüst fehlt. Am 8. Mai 1982 wurde auf einem Teil des Geländes, der ehemaligen Werksgärtnerei, der Diergardt-Park mit einer Größe von 5 ha eingeweiht. Im Juli 2004 erlitt er durch eine Windhose über Rheinhausen erhebliche Schäden, die inzwischen (2015) durch Wiederaufforstung weitgehend ausgeglichen wurden.
Auf dem Gelände von Diergardt 2 befindet sich heute das Gewerbegebiet Businesspark Niederrhein. Schachtanlage Diergardt 3 ist mit Wohnhäusern überbaut.
Die Hafenanlagen wurden bald nach Einstellung der Kohleförderung abgebaut, sodass nur noch die Kaimauer mit den Gewölbebögen stehen blieb. Das Hafenbecken wird heute als Reparaturwerft genutzt.